# Acacia pentadenia
Acacia pentadenia é uma espécie de leguminosa do gênero Acacia, pertencente à família Fabaceae.